# Ёсида, Акихико
Акихико Ёсида (яп. 吉田 明彦 Ёсида Акихико, 15 февраля 1967) — японский художник-иллюстратор, дизайнер персонажей компьютерных игр компании Square Enix. Славится необычной «средневековой» манерой рисования, в основном в РПГ серии Final Fantasy. Предпочтение Акихико Ёсида использовать традиционные методы рисования и механические карандаши пользовалось популярность у людей, которые предпочитают личный стиль и грубые детали по сравнению с гладким цифровым искусством.

## Карьера
Начинал карьеру художник в возрасте 20 лет в компании Game Arts. Находясь в штате компании ещё в 1990 году, стал графическим дизайнером аркады «Zeliard». Позже уволился и стал сооснователем независимой студии под названием Quest, где вместе с геймдизайнером Ясуми Мацуно и композитором Хитоси Сакимото работал над созданием таких игр, как «Tactics Ogre: Let Us Cling Together» и «Ogre Battle: March of the Black Queen».
Работая в Quest, Ёсида создал всех персонажей и карты для тактической ролевой игры SNES Ogre Battle: March of the Black Queen. Его художественный стиль был хорошо принят. В 1995 году студию поглотил известный разработчик ролевых игр, компания Square Co., а Ёсида сразу же был назначен главным дизайнером успешной «Final Fantasy Tactics», после которой получил мировое признание. Акихико Ёсида создал для игры полный дизайн для огромного множества классов персонажей и монстров. Его иллюстрации были высоко оценены и почти мгновенно стали классикой. Опираясь на успех Final Fantasy Tactics, Ёсида назначили в качестве дизайнера персонажей и фонового арт-директора игры «Vagrant Story» на PlayStation, а также в качестве дизайнера персонажей и карт игры Wild Card на WonderSwan Color. В 2006 году, его имя стало буквально синонимом серии Final Fantasy после того, как Ёсида был назначен дизайнером как на римейк Final Fantasy III для портативного устройства Nintendo DS, так и на масштабный выпуск «Final Fantasy XII» для PlayStation 2. Ёсида создал совершенно новый дизайн для ранее непатентованных и довольно безликих персонажей Final Fantasy III, его дизайн персонажей позволили воссоздать их в 3D-графики. Final Fantasy XII потребовала от него ещё большего участия, не только в качестве главы дизайна персонажей, но и в качестве супервайзера по фоновому дизайну для многих городов, подземелий и полей игры. Для проработки средиземноморского стиля игры команда Ёсида посетила Турцию, изучила подходящие локации в Индии и Нью-Йорке, а также использовала арабскую и древнеримскую культуры для вдохновения. Выполнил дизайн персонажей для «Final Fantasy: The 4 Heroes of Light».
В 2013 году, проработав в Square Enix в течение 18 лет, Ёсида покинул компанию, чем шокировал своих поклонников. Он объяснил свой уход тем, что такое решение было принято, чтобы он мог заниматься тем, что ему нравится, и продолжать решать новые задачи, а не быть связанным обязанностями компании, которые становились всё более и более трудоёмкими с развитием процесса разработки игр. В следующем году он присоединился к CyDesignation, независимой художественной компании и дочерней компании Cygames, возглавляемой коллегой из Final Fantasy, художником Хидео Минаба, который также покинул Square Enix за несколько лет до этого.
Ёсида продолжает курировать художественное руководство различными проектами CyDesignation в качестве директора компании, а также работает на внештатной основе для других проектов, в том числе для своего бывшего работодателя Square Enix. Такая внештатная работа включала обязанности арт-директора многопользовательской онлайн игры «Final Fantasy XIV» и её расширения, а также игры «NieR: Automata», обе были очень хорошо приняты.

## Творчество
Как правило, Акихико Ёсида работает с натуральными и приглушёнными цветами при рисовании, дополняя рисунки карандашной штриховкой, которая часто определяет его дизайн. Художник признаётся, что ему важно работать именно над тем, что ему нравится, что ему комфортно создавать, и не важно насколько это популярно. В связи с этим он предполагает, что его искусство на самом деле не так уж и популярно в Японии, а больше подходит для видеоигр в западном стиле.
Создавая свои произведения художник старается не ссылаться на другие видеоигры, чтобы сохранить его дизайн оригинальным. Вместо этого он черпает вдохновение в фильмах, комиксах, аниме и других видах искусства.
Книги для Ёсида были источником вдохновения на протяжении многих лет. Он начал покупать книги, когда был ещё молодым художником, и с большим вниманием изучал иллюстрации, чтобы улучшить свои навыки и креативность. Он также покупал много зарубежных журналов о моде в букинистических магазинах, чтобы использовать их в качестве эталона при разработке костюма персонажей.

## Игры
- Zeliard (1990) (PC): дизайн;
- Ogre Battle (1993) (SNES): дизайнер персонажей и карт таро;
- Tactics Ogre (1995) (SNES): дизайнер персонажей и арт-директор;
- Final Fantasy Tactics (1997) (PS1): дизайнер персонажей;
- Vagrant Story (2000) (PS1): дизайнер персонажей и арт-директор;
- Wild Card (2001) (WonderSwan): дизайнер персонажей и карт;
- Final Fantasy XII (2006) (PS2): дизайнер персонажей и арт-директор;
- Final Fantasy III (ремейк) (2006) (DS): дизайнер персонажей;
- Final Fantasy Tactics: The War of the Lions (2007) (PSP): дизайнер персонажей;
- Final Fantasy Tactics A2: Grimoire of the Rift (2007) (DS): художественный руководитель и дополнительные иллюстрации;
- Final Fantasy: The 4 Heroes of Light (2009) (DS): дизайнер персонажей;
- Final Fantasy XIV (2010) (PS3, PC): арт-директор;
- Tactics Ogre: Let Us Cling Together (2011) (PSP): дизайнер персонажей;
- Bravely Default: Flying Fairy (2012) (3DS): дизайнер персонажей;
- NieR: Automata (2017) (PC, PS4): дизайнер персонажей;
- Final Fantasy XII: The Zodiac Age (2017) (PS4): дизайнер персонажей;
- Nier Replicant ver.1.22474487139… (2021) (PS4): дизайнер персонажей;
- Little Noah: Scion of Paradise (2022) (Switch): дизайнер персонажей;
- Tactics Ogre: Reborn (2022) (PS5): дизайнер персонажей;